# Donavon Frankenreiter
Donavon Frankenreiter (* 10. Dezember 1972 in Downey, Kalifornien) ist ein US-amerikanischer Surfer und Musiker.

## Leben
Bevor er sein Geld mit Musik verdiente, war Frankenreiter seit seinem 16. Lebensjahr Profisurfer. Als Musiker debütierte er im Alter von 18 Jahren, 2002 unterschrieb er einen Vertrag bei Brushfire Records, dem Label seines langjährigen Freundes Jack Johnson.
Auf seinem Debütalbum Donavon Frankenreiter spielte er mit dem Bassisten Matt Grundy, dem Percussionisten David Leach, dem Schlagzeuger und Sänger
Dean Butterworth, dem Keyboarder Koool G. Murder, dem Gitarristen und Ukulelespieler Jack Johnson, dem Harmonikaspieler und Gitarristen G. Love und dem Gitarristen Rob Machado eigene Songs ein, die stilistisch der Popmusik der frühen 1970er Jahre nahestehen.
Vor der Aufnahme seines zweiten Albums Move By Yourself verließ er Brushfire Records und heuerte bei Lost Highway an.

## Diskografie

### Studioalben
- 2004: Donavon Frankenreiter
- 2006: Move By Yourself
- 2008: Pass It Around

### Livealben
- 2006: Live From Germany

### EPs
- 2005: Some Live Songs (mit Jack Johnson, G. Love & Special Sauce, Matt Costa & Zach Gill von ALO (Animal Liberation Orchestra))
- 2007: Recycled Recipes

### Singles
- 2010: Beautiful (mit Claudia Koreck)
- 2010: Revisited
- 2010: Glow
- 2012: Start Livin
- 2015: The Heart

### Videoalben
- 2006: Abbey Road Session

## Auszeichnungen für Musikverkäufe
| Goldene Schallplatte - Brasilien - 2024: für das Lied Free |

| Land/RegionAuszeichnungen für Musikverkäufe (Land/Region, Auszeichnungen, Verkäufe, Quellen) | Gold  | Platin | Verkäufe | Quellen             |
| -------------------------------------------------------------------------------------------- | ----- | ------ | -------- | ------------------- |
| Brasilien (PMB)                                                                              | Gold1 | —      | 30.000   | pro-musicabr.org.br |
| Insgesamt                                                                                    | Gold1 | —      |          |                     |